# Peter Joseph Lenné
Peter Joseph Lenné (Bonn, 29 de Setembro de 1789 - Potsdam, 23 de janeiro de 1866) foi um jardineiro e paisagista prussiano, que trabalhou o estilo classicista alemão .

## Biografia
Atuou por quase meio século na arte da jardinagem na Prússia. Ele projetou diversos jardins espaçosos seguindo o estilo dos jardins paisagísticos ingleses, concentrando-se especialmente, em seus últimos anos, em um planejamento urbano socialmente sustentável na cidade de Berlim, pela criação de espaços verdes para o lazer da população. O foco de seu trabalho se concentrou em Berlim e Potsdam, mas também são encontrados trabalhos em outras partes da Alemanha , prova de seu trabalho.
As características dos projetos são os sistemas de caminhos entrelaçados e jardins que possuem plantas exóticas. Seu trabalho artístico é parte integrante da paisagem cultural de Berlin e Potsdam e se estende desde a Pfaueninsel  até Werder. Esta obra paisagistica foi nomeada como Património Mundial em 1990 e está sob a proteção da UNESCO.